# ドン荒川
ドン荒川（ドンあらかわ、1946年3月6日 - 2017年11月5日 ）は、日本のプロレスラー。本名：荒川 真（あらかわ まこと）。鹿児島県出水市出身。

## 来歴
学生時代は柔道を志しており、出水学園出水中央高等学校卒業後に上京する。当時レスリングの大会に出場していた頃、その試合中にドロップキックを放ち反則負けを取られる珍事を起こした。当時、試合の対戦相手は後に国会議員として活躍する松浪健四郎であった。
1972年7月、26歳で新日本プロレスへ入門し、2ヶ月後の9月19日にリトル浜田（グラン浜田）戦でデビューした。また栗栖正伸とは同じ鹿児島県の出身で、デビューした年月も72年9月という同時期でもあり、体格・試合運びも似ているライバル同士だった。2人との対戦は「鹿児島選手権」と称され、ファンから注目される。
1979年にプエルトリコへ初遠征した。カルロス・コロンの主宰するWWCにて、ケンドー・キムラ（大原信一）との日本人コンビでWWCカリビアン・タッグ王座を獲得した。同遠征の戦績は自己申告であるが46戦中45勝とほぼ無敗の成績を残し、1敗は「熊」相手だった。
ストロングスタイルを常としていた新日本プロレスの中で、永源遙の2人で楽しい『ひょうきんプロレス』を展開。そして「カンチョー攻撃」や「ローリング・キョンシー・アタック」など、斬新奇抜で面白い技を繰り出してファンから人気と笑いを取り始める。
また体付きやファイトスタイルが力道山と良く似ていたこともあり、別名「前座の力道山」とも呼ばれていた。
ひょうきん路線で地道に活躍していたが、80年代の中頃にUWF・維新軍団・カルガリーハリケーンズと、新日本から次々に若手・中堅・ベテラン選手が大量離脱した。そのため手薄となった選手を補うべく、荒川はジュニアヘビー級戦線にも参戦した。1985年8月にはザ・コブラのNWA世界ジュニアヘビー級王座に、続いて10月にはWWFジュニアヘビー級王座にも挑戦している。更に翌年の1986年に行われた初代IWGPジュニアヘビー級王座決定戦にも出場。更に道場では若手のコーチとして、山本小鉄と共に選手のまとめ役となり活躍した。
1989年3月、デビューしてから16年半に渡る現役生活を一旦退いた。
1990年10月16日、メガネスーパーが設立した新団体「SWS」への入団を表明し、新日本退団から1年7か月ぶりに現役復帰を果たした。
1992年6月、SWS崩壊後も荒川1人でメガネスーパー所属を名乗り、後にプロフェッショナルレスリング藤原組などへ参戦した。
1996年、藤原喜明とともに全日本プロレスに初参戦。6人タッグマッチながらジャイアント馬場との初対戦が実現した。翌年の1997年には、全日本プロレスの25周年記念の前夜祭に馬場・永源と3人トリオを組んで出場している。その他2006年にはビッグマウス・ラウドなどにも参戦した。
2007年5月2日・3日の2日間、新日本プロレス創立35周年の節目となる後楽園ホール2連戦で1989年3月以来、18年ぶりに古巣マットへ登場した。いずれも第1試合で若手相手にコミカルなファイトを見せて健在ぶりをアピールし、見事に勝利を収めた。
2011年3月6日、NJPWグレーテストレスラーズを受賞。
2017年11月5日、死去。71歳没。関係者の話によると、荒川は一線を退いた後に携帯ゲームの会社で営業部長職を務めていたが、1年位前から連絡が取れなくなったという。

## エピソード
- 人とすぐに気が合って親しくできる明るい性格の持ち主で、これまでに多くのタニマチとの交流をはじめ、人と人とのコミュニケーションを大切にする人物だった。本人曰く「自分に持ち合わせが無くても全国の美味しい物が食べられたので、本当にありがたいです」と語っている。また1990年当時、メガネスーパーの社長であった田中八郎との繋がりが縁で、新団体SWSが旗揚げされている[14]。また長嶋茂雄と知り合い、SWSの会場に招待したこともあった。その経緯は「多摩川沿いをジョギングしている時によく長嶋さんとお会いしまして、それから知り合う様になりましたね」[15]とのこと。

- 試合の方ではコミカルな動きに徹していたが、実際はシュートも即座に対応できる屈指の実力者でもあった。またスパーリングでも容赦無く手加減はせず、若手選手を徹底的に鍛え抜いている[16]。しかし調子に乗る短所があり、道場でアントニオ猪木に喜々とシュートを挑むが、返り討ちに遭って締め落とされている。またタイガーマスクになる前の佐山聡に練習で「オィ、ちょっと佐山ぁ!、よく聞いてろよ!お前にはなぁ、真剣勝負という物を教えてやるんだからさ!ちょっといいかぁ、よく見てるんだぞ!」と自ら意気込んでいたが、佐山のキック一発であっけなく倒されてしまった[1]。

- 前座を主に出場した選手であったが、選手全員が集結する場になるとアントニオ猪木・坂口征二に次ぐ3番目の存在だった。また猪木に対し「今日はちょっと二日酔いで体がしんどいんですよねぇ…」と申し出ると「あ〜、そうなのか？じゃあ今日は（試合を）別に休みにしても構わないし。好きに決めちゃっていいよ」と言われ、特別に試合欠場することを許されていた。

- 試合運びに関しては他の選手からも一目置かれた存在で、ほとんどの選手が控え室から席を離れて観戦していた[17]。大会場で限定的に行われた永源とのひょうきんなシングル戦は、ファンだけでなく猪木も密かに楽しみにしていた。

- 橋本真也は「荒川さんには本当に色々と人生を教えて貰ったんだよなぁ…」と語るほど深く師事し、非常に信頼を置いていた。橋本が酒の席でちらし寿司を3杯余裕で平らげた後に、手巻き寿司を食べさせて更に焼き肉の追加注文したり、酒を沢山振る舞って好きなだけ飲ませていた。また酒に酔った勢いと若気の至りもあり、調子に乗りタニマチの前で生意気なことを口にした橋本の手の甲に、割り箸で小突いて黙らせたという微笑ましいエピソードもある。しかし荒川は橋本のことを手厚く可愛がって来ており、地元・鹿児島の酒造会社である神酒造に「破壊王」という名の焼酎を受注していた。またプロレスリングZERO-ONE崩壊後、現役復帰の準備を進めていた橋本のためにスポンサー獲得に奔走していた[18]。

- ホノルルマラソンに参加したことがあり、見事に完走した実績を持っている[19]。
- 体が非常に柔らかく柔軟な上に、股割りを特技の一つとしていた。試合開始前にはウォーミングアップを兼ねて自慢の股割りを時折コーナーで披露することもあり、観客から歓声が上がり場を和ませていた。

- 1980年2月、札幌での2日間興行に合わせて新日本勢が北海道テレビ放送の雪まつり開催イベントに参加した際に「締めくくりにレスラーの方に歌の披露をお願いします」というテレビ局側の要望があり、木村健悟と荒川が指名されていた[20]。

- 1981年4月4日から8月29日にかけて放映された、西田敏行主演の日本テレビ系ドラマ『池中玄太80キロ』に大京グラフの編集部員・荒木役としてレギュラー出演した。ニックネームは「土佐犬」であり、暴れる玄太（西田）を力尽くで抑え込んだり、日本酒1升を1晩で飲み干すという豪快な荒々しさなど、本人の個性と魅力が劇中でも再現されている。

- 円谷プロダクションの特撮で新日本プロレスも協力して制作された『プロレスの星 アステカイザー』に数回ゲストとして出演している[21]。

## 逸話
- 新日本プロレス時代に、合宿所で食べ過ぎてしまい腹が苦しくなり、救急車で病院に搬送されて胃の中の洗浄措置をした。その後、体調はすっかり回復し、ケロッとして合宿所へ帰るといきなり第一声に「あ〜あ〜！、お腹が空いてしまってどうしょうもないんだけどなぁ〜」と、思わず叫んでしまった。

- レストランや食堂などのテーブル上に備えてある醤油・酢あるいはソースといった調味料を目にして手にすると「ここにあるのは確かになぁ…。ジュースだったんだよね？コレって」と平然といいつつも、これを飲み干してしまったことがある。

- 若い頃に中性脂肪の平均正常値が、通常『150』以内だったにもかかわらず自身は何と『3250』もあり、普通の人とは非常に掛け離れた数値が自慢の一つでもあった。

- 巡業先の旅館では藤原喜明・佐山サトル・前田日明。そして荒川の4人で女性風呂への「覗き目的」のためにほぼ毎日通って足を運び、腕立て・懸垂の状態で試合の時以上に真剣な心構えと顔付きで覗きに挑んだ。前田はこの頃について「練習でやる腕立てや懸垂ってさ、すぐ疲れるし長続きはしない上にやる気しなかったけど、これが「覗き目的」になると不思議とやる気が起きるし、気合いや根性が入って何度でもできちゃってさ、長く続けられたよな。あの時の精神力は凄かったなぁって本当に感じるんだよ。やれって言われても今じゃできないね」と、若手時代を回顧している。

- とある日、荒川は藤原・佐山の2人に女性風呂への覗きに誘われた。だが「俺は行かないから悪いね！」と、それを断ってしまう。翌朝になっても女性風呂には誰も来ない上に、佐山は体が冷えて風邪を引いた。それから30年ほど経過した時、荒川は藤原に「実はあの時のお話だけどさ、旅館でチェックインした時に、女将さんにお客さんは沢山来てますか？って訪ねたら、今日は誰も来ていないなんて聞いちゃったら行かないよねぇ…。悪いんだけど」と告白した。それを聞いた藤原は「え〜っ！それを先に教えてくれなきゃなぁ〜。俺達はあの時に朝4時まで待っても女性は全然来ないし、佐山は風邪引くしさぁ〜。あの時はやられたよね」と、ぼやき気味に打ち明けていた。

- 若手時代の頃、体の線が細かった前田日明から「荒川さぁ〜ん！肩の筋肉を付けるにはどうしたらいいんですかね？」と聞かれたが、その際に「それにはまずお前さぁ、はじめにベンチプレスが一番だよね！」と教え「では、背中の筋肉はどうすれば付きますかね？」と続けて聞かれて「それにもまずお前さぁ、はじめにベンチプレスが一番だよね！」と引き続き同じ教えを説いており、ベンチプレスを用いたトレーニングの大切さを伝授している。

- 同じく若手時代の前田日明に対して、彼が大切に愛飲していたプロテインを「悪いけど、黙って少し飲んじゃおうかなぁ…」といういたずらを試みる。しかし前田からの仕返しとして、その中に異物が入ったプロテインを飲まされるという、逆にいたずらを返されてしまった。

- 「よおっしい、行けぇ〜ぃ!!」「よっしゃあ、どんどんやれぇ〜ぃ!!」などとリング下で元気よく大きな声を張り上げることもあり、選手に対し直接気合いを入れて焚き付けた[22]。
- 前座試合が中心の荒川は、試合のテレビ中継がほとんど無かった。しかしメインイベントのテレビ中継で、試合中や試合終了後は自分がテレビに映る位置へセコンド・リングサイドにしっかりと正確に陣取っており、試合が終わると真っ先にリングインしてテレビへ確実に映り自分の存在を全国に広めるという「目立ちたがり屋」の一面を持っていた。

- 宴席の際に猪木・坂口らがそろそろ帰りたくなって来ると「おいちょっと荒川ァ…。すまないが頼むよ〜」と助けを求めて来るので、アイス・ペールに高級酒であるレミー・マルタン・コニャックを遠慮なく注ぎ込み、それを豪快に一気飲みして「あぁ〜、美味いよねぇ〜!! 是非もう一杯、お願いしまぁ〜す!!」という流れになると、たとえ支援者・後援会であっても一本数万円する高級酒を何本も豪快に一気飲みされてしまうと、予算が嵩み経理にも影響が出るため宴席の方も「さぁて、もうそろそろ帰りましょうか〜」と、流れ的にお開きになるという宴席での役割を充分に心得ていた。

- 長州力が率いる長州軍が新日本プロレスから大量離脱した当日、荒川と新人でスター候補の武藤敬司・橋本真也の姿が消えてしまう。新日本の首脳陣は「やっぱり武藤や橋本も、彼ら（長州軍）に引き抜かれたのかなぁ…。参ったよね」と残念そうに語っていた。半ば諦めていた所に荒川が武藤・橋本を引き連れて悠々と帰って来た。実は彼らを荒川が大好きなソープランドに誘い、遊びに行って来ただけの話であった[17]。
- 試合では体力を消耗せず逆に温存してしまい、ほとんど自身の体を使わないで終わるため、汗を流す目的もあり試合後は最低1時間ほどランニングをし、その分体力を消費する様にしていた。

## 得意技
- ジャーマン・スープレックス・ホールド

身体が非常に柔らかい荒川の魅せる技であり、形の整った綺麗なジャーマン・スープレックスを披露していた。
- パイルドライバー

相手選手のタイツの裾を引っ張ってTバック状にして持ち上げてしまい、観客に晒す様にした。
- アッパー

前に踏み込みつつ左拳を突き上げて、右の拳で相手の顎を打ち放つ。形勢逆転を狙うときに繰り出した打撃技である。
- カンチョー攻撃

荒川の十八番技の一つでタイミングも絶妙である。相手選手に気付かれずに不意打ちに攻撃するのも見所であった。
- ローリング・キョンシー・アタック

相手選手をコーナーポストに飛ばして走り込み前転をする。その後に両手を不格好で非常に奇妙かつ魑魅魍魎な感じで、まるで幽霊および霊幻道士に登場するキョンシーの様に、両手首を下向きにしてダランとさせており、その後は両手首を上向きに切り変え、何故か手前に突き出すという異質で不可解なポーズを取り、そしてうさぎやカエルまたはカンガルーの様に『ピョッコォォ〜ン！・ピョッコォォ〜ン！』と、斬新奇抜に飛び跳ねながら移動をしてコーナーの相手を目掛け喉元を突くという、見せ場のある非常にユニークな攻撃だった。
- 脇固め

時折披露し、フィニッシャーにもしていた。シューターとしての荒川の技量の一端を垣間見せてくれる技である。
- 看護師固め

監獄固めをアレンジしたような技で、基本的には同じである。
- 市役所固め

監獄固めに似ているが、自分の足ではなく腕で相手の足をロックする。
- サラ金固め

首を極める技。名前の由来は「借金で『首』が回らなくなるから」が由来。
- 年金固め

など、名前が面白く楽しませた技を色々持っていた。

## タイトル歴
- WWCカリビアン・タッグ王座：1回[25]